# Briana Evigan
Briana Barbara-Jane Evigan (Los Angeles, Kalifornija, 23. listopada 1986.) je američka glumica i plesačica. Najpoznatija je po ulogama u filmovima Step Up 2: The Streets i Sorority Row.

## Privatni život
Briana Evigan je rođena u Los Angelesu, kao najmlađe dijete plesačice, glumice i modela, Pamele C. Serpee i glumca Grega Evigana. Ima starijeg brata Jasona i sestru Vanessu Lee. Učila je plesanje od svoje devete godine.

## Karijera
Kao profesionalna plesačica, Evigan se pojavila u glazbenim videima poznatih svjetskih izvođača, kao što su Linkin Park, Flo Rida, T-Pain i Enrique Iglesias.
Postala je svjetski poznata ulogom u drugom nastavku filma Step Up, Step Up 2: The Streets, u kojem je na dodjeli MTV Movie Awards osvojila nagradu za "najbolji poljubac" s Robertom Hoffmanom. Nakon toga proslavila se ulogom u filmu Sorority Row u kojem je njena uloga bila dobro primljena od strane kritičara, za razliku od samog filma čiji je prihvat kod kritičara ocijenjen kao mješovito negativan.
U veljači 2009. godine Evigan je objavila da će raditi na još jednoj obradi filma. Riječ je također o hororu Mother's Day koji u kina dolazi tijekom 2011. godine.

## Filmografija
| Godina         | Naslov                       | Uloga                     | Bilješke |
| -------------- | ---------------------------- | ------------------------- | --- |
| Televizija     |                              |                           | |
| 2008.          | Fear Itself                  | Helen                     | Šesta epizoda "New Year's Day" NBC-ijeve TV serije                                                                       |
| Film           |                              |                           | |
| 1996.          | House of the Damned          | Aubrey South              | |
| 2004.          | Something Sweet              | wannabe glumica #1        | |
| 2006.          | Bottoms Up                   | djevojka iz srednje škole | |
| 2008.          | Step Up 2: The Streets       | Andie West                | Na dodjeli MTV Movie Awards osvojila nagradu za "najbolji poljubac 2008." (s Robertom Hoffmanom)                         |
| 2009.          | S. Darko                     | Corey Richardson          | |
| 2009.          | Sorority Row                 | Cassidy Tappan            | Osvojila Female Star of Tomorrow na dodjeli ShoWest Awards 2009. godine                                                  |
| 2010.          | Burning Bright               | Kelly Taylor              | |
| 2010.          | Monster Heroes               | Svector Orlaff            | |
| 2010.          | Mother's Day                 | Annette Langston          | |
| 2011.          | Rites of Passage             | Penelope                  | |
| 2011.          | Subject: I Love You          | Butterfly                 | |
| 2012.          | Mine Games                   | Lyla                      | |
| 2012.          | Stash House                  | Emma Nash                 | |
| 2012.          | A Star For Christmas         | Cassie                    | |
| 2012.          | The Devil's Carnival         | Ms. Merrywood             | |
| Glazbeni video |                              |                           | |
| 2003.          | "Numb"                       |                           | Glazbeni video Linkin Parka                                                                                              |
| 2008.          | "Low"                        |                           | Glazbeni video Flo Rida featuring T-Pain                                                                                 |
| 2008.          | "Push"                       |                           | Glazbeni video Enriquea Iglesiasa                                                                                        |
| 2008.          | "Church"                     |                           | Glazbeni video T-Paina                                                                                                   |
| 2008.          | "I Don't Think When I Dance" |                           | Glazbeni video kojeg je producirala i režirala Sammi Smith, uz koreografiju Briane Evigan i tekst Jasona i Briane Evigan |
| 2009.          | "Get U Home"                 |                           | Glazbeni video Shwayzea                                                                                                  |

## Vanjske poveznice
- Briana Evigan na Internet Movie Database-u